# Estação Ferroviária de Lavre
A Estação Ferroviária de Lavre é uma interface ferroviária desactivada da Linha de Vendas Novas, que servia as freguesias de Santana do Mato, no concelho de Coruche, e de Lavre, no concelho de Montemor-o-Novo, em Portugal.

## Descrição

### Vias de circulação e plataformas
Em Janeiro de 2011, contava com 2 vias de circulação, ambas com 490 m de comprimento, e duas plataformas, que tinham 50 e 40 m de extensão, e 30 e 15 cm de altura.

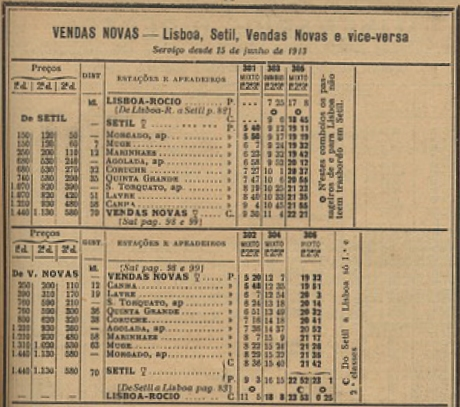
Horário da Linha de Vendas Novas em 1913, incluindo a estação de Lavre.

## História
Em Agosto de 1902, a Companhia Real dos Caminhos de Ferro Portugueses já tinha determinado quais as estações e apeadeiros a construir no projecto da Linha de Vendas Novas, tendo sido prevista a construção da estação de Lavre ao quilómetro 51 da Linha. Em Agosto de 1903, esta estação já estava a ser construída. A Linha foi inaugurada no dia 15 de Janeiro de 1904.
Um diploma do Ministério das Comunicações, publicado no Diário do Governo, II Série, de 19 de Agosto de 1955, aprovou o processo de expropriação de uma parcela de terreno junto à Linha de Vendas Novas, entre os PKs 50,490.40 e 50,780.00, para a ampliação das vias de resguardo da estação de Lavre.